# Pagbalha Geleg Namgyai

Pagbalha Geleg Namgyai gặp Mao Trạch Đông năm 1956

Pagbalha Geleg Namgyai (chữ Tạng: འཕགས་པ་ལྷ་དགེ་ལེགས་རྣམ་རྒྱལ་; Wylie: phags pa lha dge legs rnam rgyal; tiếng Trung: 帕巴拉·格列朗杰; bính âm: Pàbālā Géliè Lǎngjié; sinh tháng 2 năm 1940) là Pagbalha Hutuktu Qamdo thứ 11 của Phật giáo Tây Tạng và chính khách nước Cộng hòa Nhân dân Trung Hoa. Ông là Phó Chủ tịch Ủy ban Toàn quốc Hội nghị Hiệp thương Chính trị Nhân dân Trung Quốc (CPPCC) và Chủ tịch danh dự Hiệp hội Phật giáo Trung Quốc. Ông cũng từng là Phó Ủy viên trưởng Ủy ban Thường vụ Đại hội Đại biểu Nhân dân Toàn quốc, Phó Chủ tịch Khu tự trị Tây Tạng và Phó Chủ tịch Hiệp hội Phật giáo Trung Quốc. Với tư cách là một tulku Tây Tạng (hóa thân lạt-ma), ông đáng được chú ý vì sự sẵn lòng làm việc trong chính phủ Trung Quốc, ngoại trừ trong Cách mạng Văn hóa.

## Tiểu sử
Pagbalha Geleg Namgyai sinh tháng 2 năm 1940 tại huyện Lý Đường, ngày nay là Châu tự trị dân tộc Tạng Garzê, tỉnh Tứ Xuyên. Năm 1942, ông được công nhận là hóa thân thứ 11 của Pagbalha Hutuktu (Phật sống). Ông là thành viên của Tu viện Qangdin ở Qamdo, Tây Tạng.
Sau trận chiến Qamdo năm 1950, Pagbalha Geleg Namgyai được bổ nhiệm làm Phó Chủ tịch Ủy ban Giải phóng Qamdo ở độ tuổi 10. Từ năm 1952 đến năm 1956, ông học kinh điển Phật giáo tại Tu viện Sera ở Lhasa. Năm 1956, ông trở thành một thành viên Ủy ban trù bị Khu tự trị Tây Tạng và được bổ nhiệm làm Phó Chủ nhiệm Ủy ban trù bị Khu trị Tây Tạng năm 1960. Ông cũng là Phó Chủ nhiệm Ủy ban các vấn đề Tôn giáo từ năm 1956 đến năm 1959 và sau đó là Chủ nhiệm Ủy ban các vấn đề Tôn giáo từ năm 1956 đến năm 1965 và thăm Bắc Kinh vài lần, cùng với Panchen Lama thứ 10. Năm 1959, ông nhậm chức Phó Chủ tịch Ủy ban Toàn quốc Hội nghị Hiệp thương Chính trị Nhân dân Trung Quốc (Ủy ban Toàn quốc CPPCC khóa III).
Với tư cách là một tulku Tây Tạng, ông đáng được chú ý vì sự sẵn lòng làm việc trong chính phủ Trung Quốc từ thời niên thiếu, ngoại trừ trong Cách mạng Văn hóa (1966–1976), khi ông được cử đi thực hiện lao động chân tay.
Sau khi kết thúc Cách mạng Văn hóa, ông tiếp tục giữ chức vụ Phó Chủ tịch Ủy ban Toàn quốc Hội nghị Hiệp thương Chính trị Nhân dân Trung Quốc (CPPCC) và vào năm 2013, ông tái đắc cử chức vụ Phó Chủ tịch Ủy ban Toàn quốc Chính hiệp (CPPCC) khóa XII (2013-2018). Từ năm 1993 đến năm 2002, ông là Phó Chủ tịch Chính hiệp Khu tự trị Tây Tạng (TAR), Phó Chủ nhiệm Ủy ban Thường vụ Đại hội đại biểu nhân dân Khu tự trị Tây Tạng, Phó Chủ tịch Chính phủ nhân dân Khu tự trị Tây Tạng và Phó Chủ tịch Hiệp hội Phật giáo Trung Quốc. Từ năm 1993 đến năm 2003, ông cũng đồng thời giữ chức vụ Phó Ủy viên trưởng Ủy ban Thường vụ Đại hội Đại biểu Nhân dân Toàn quốc. Từ năm 2002, ông là Chủ tịch danh dự Hiệp hội Phật giáo Trung Quốc.

## Gia đình
Pagbalha Geleg Namgyai có một người anh trai tên là Kamqoin Soinam Gyamco. Theo các nguồn tin Trung Quốc, ông đã bị quân nổi dậy giết chết trong cuộc nổi dậy Tây Tạng tháng 3 năm 1959, phía trước Norbulingka của Lhasa.